# Саломон, Йоэль Моше
Йоэль Моше Саломон (8 марта 1838, Иерусалим — 23 октября 1912, там же) — раввин и печатник, издатель первого в Палестине периодического печатного органа на иврите — газеты «Ха-Леванон». Один из пионеров еврейского расселения за стенами Старого города Иерусалима, основатель кварталов Нахалат-Шива и Меа-Шеарим и мошавы Петах-Тиква.

## Биография
Родился в Иерусалиме в 1838 году в семье Мордехая Саломона (сына Авраама Шломо Залмана Цорефа, одного из основателей ашкеназской общины Иерусалима) и Ханы (дочери раввина Тувьи Цадика, ещё одного лидера городской ашкеназской общины). В детстве получил известность как «иерусалимский илуй (вундеркинд)», учился у ведущих знатоков Торы — раввина Шмуэля Саланта и Моше-Лейба из Кунты. В 18 лет взял в жёны Фруму Ротенберг, дочь хабадского хасида Авраама Ротенберга. В этом браке родились пятеро сыновей и две дочери.
После трёх лет семейной жизни продолжил учёбу в иешивах Литвы, однако впоследствии отверг предложения продолжить раввинскую карьеру и предпочёл освоить ремесло литографа в Кёнигсберге. Приобретя в Пруссии вместе со своим другом и соучеником Михелем Коэном типографский станок, вернулся с ним в Иерусалим и в 1863 году открыл совместно с И. Брилем и другими компаньонами литографическую типографию. Это предприятие стало второй еврейской типографией в городе после открытой Израилем Баком, который впоследствии вёл с Саломоном и его компаньонами судебные тяжбы. Уже в начале 1863 года (месяц Адар 5623 года по еврейскому летосчислению) в типографии Саломона началось издание газеты «Ха-Леванон» — первой регулярной газеты на иврите в османской Палестине, главным редактором которой стал Бриль. Сам Саломон, под разными авторскими псевдонимами, также регулярно публиковался в этом издании, выражавшем позиции раввинов-прушим и идеологов палестинофильства в странах рассеяния. Саломон выступал за налаживание сотрудничества с хасидами и уравнение ашкеназских евреев в Палестине в правах с сефардами, в то время обладавшими более высоким социальным статусом.
Примерно через год османские власти закрыли газету, и её издание было продолжено уже за границей. В 1877 году типография Саломона начала выпуск ещё одного периодического издания на иврите — газеты «Иехуда в-Ирушалаим» (с ивр. — «Иудея и Иерусалим»), где пропагандировались идеи еврейского заселения Земли Израильской и отказа от пожертвований из стран рассеяния (последнее вызывало яростные нападки со стороны иерусалимских раввинов, опасавшихся потери финансовой помощи из-за рубежа). Издание этой газеты продолжалось около полутора лет, после чего Саломон пришёл к выводу о необходимости личного участия в практических шагах по выполнению поселенческой программы.
В рамках реализации поселенческой идеологии Саломон стал одним из инициаторов создания еврейских кварталов за пределами Старого города. Одной из причин, убедивших его в необходимости таких шагов, стала эпидемия холеры 1866 года в Иерусалиме, унесшая жизни его родителей. По мнению Саломона, распространению болезни способствовала скученность населения в Старом городе. В 1869 году вместе с ещё шестью энтузиастами он основал первый квартал за стенами Старого города, получивший название Нахалат-Шива (буквально «Владение семерых»), а в дальнейшем участвовал в основании кварталов Меа-Шеарим и Эвен-Исраэль. Саломон также вошёл в число основателей фонда «Керен Моше», названного в честь Мозеса Монтефиоре и предназначенного для финансирования новой застройки в Иерусалиме.

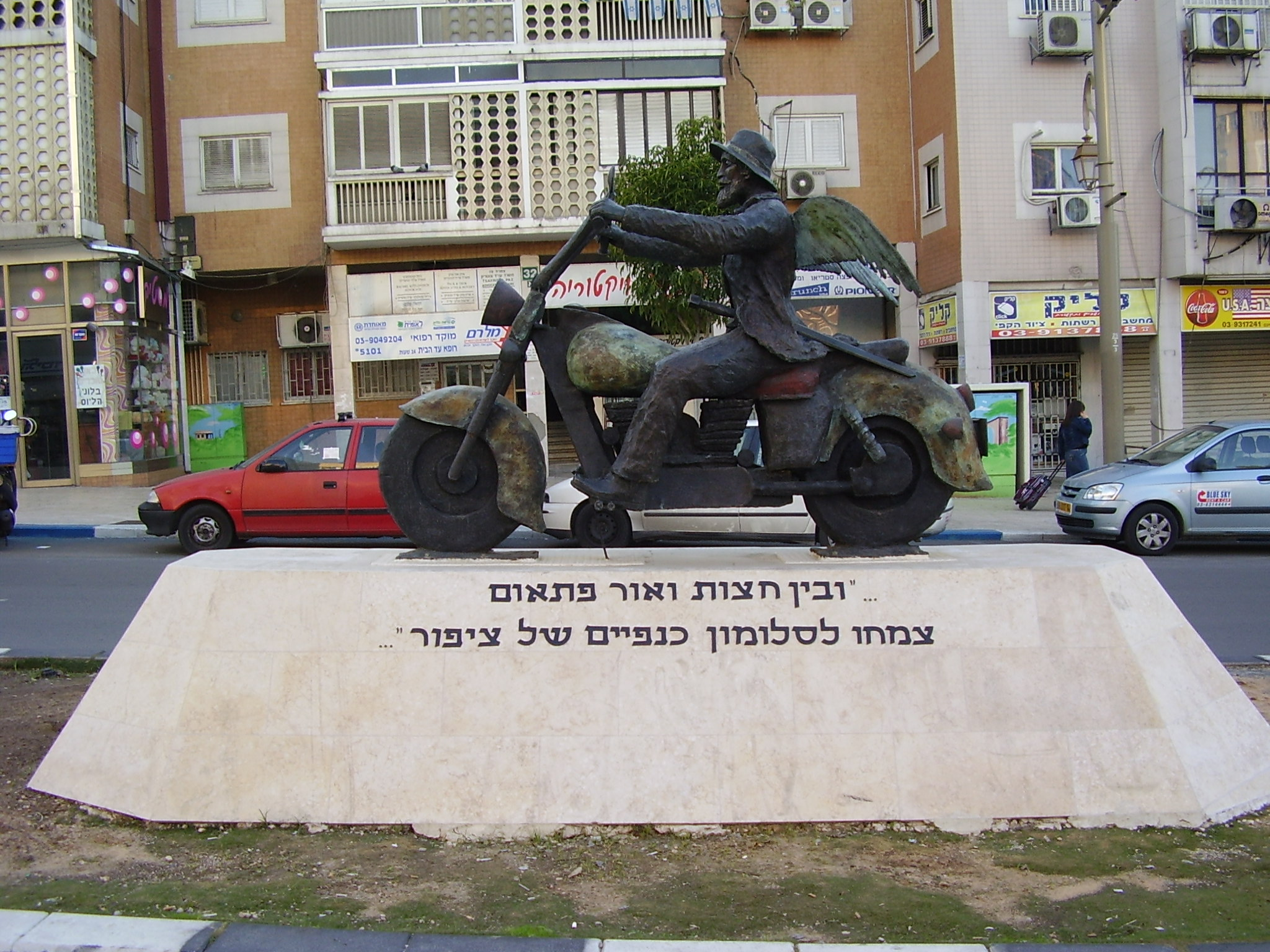
Памятник Йоэлю Моше Саломону в Петах-Тикве

В 1874 году принял участие в создании «Компании заселения Земли Израильской», целью которой было приобретение земель под постройку еврейских сельскохозяйственных поселений. После того, как первая попытка приобрести землю в районе Иерихона окончилась неудачей, в 1877 году Саломон, Д. Гутман, И. Штампфер и Э. Рааб купили участок земли в пяти милях от Яффы. На этой земле, ранее принадлежавшей жителям арабской деревни Мулаббис, была основана мошава (поселение) Петах-Тиква. Несмотря на тяжёлые условия жизни, включавшие физический труд в поле и малярию, Саломон несколько лет прожил в Петах-Тикве, подавая личный пример другим еврейским поселенцам. Спустя некоторое время при его участии неподалёку от Петах-Тиквы было создано ещё одно поселение, Йехуд, куда ему удалось привлечь знатоков Торы и других образованных евреев. В Йехуде начала работу иешива. В этой иешиве, основанной движением «Дегель Тора», преподавал зять Саломона, раввин Реувен Готфрид.
По прошествии семи лет вернулся в Иерусалим, где возобновил деятельность на благо местной общины. Активно поддерживал развитие больницы «Бикур-Холим» (на расширение которой пожертвовал значительную сумму уже в 1873 году). К этому времени интерес, вызванный в диаспоре (в особенности среди российских евреев) поселенческой инициативой, привёл к снижению объёма пожертвований на старый ишув, и иерусалимские евреи начали нищать. Чтобы остановить этот процесс, 60-летний Саломон отправился в Литву, где убедил авторитетного виленского раввина Хаима-Ойзера Гродзенского, а затем и других еврейских лидеров, возобновить поддержку иерусалимской общины. Во время визита в Литву Саломон посетил в Бауске раввина Кука, известного как приверженец идей заселения Земли Израильской, и завязал с ним дружеские отношения. Позже, в 1902 году, когда после смерти Нафтали Герца Халеви освободилось место главного раввина Яффы и мошав, именно Саломон рекомендовал на этот пост раввина Кука и помог убедить палестинских еврейских лидеров поддержать его кандидатуру.
Ближе к концу жизни предпринял окончившуюся неудачей попытку основать ещё одно еврейское поселение на землях, прилегавших к Рафаху поблизости от Синайского полуострова. Умер в Иерусалиме в 1912 году, оставив вдовой Фруму, дожившую до 93 лет. Наследие Йоэля Моше Саломона, помимо публицистических работ, включает также стихотворные произведения на иврите, изданные в 1937 году И. Граевским в сборнике «Гинзей Иерушалаим» (с ивр. — «Сокровища Иерусалима»).